# Finlands forsvarsministre
Finlands forsvarsministre (finsk: puolustusministeri, svensk: försvarsminister) er medlem af det finske statsråd. Som leder af Forsvarsministeriet er ministeren ansvarlig for administration og ledelse af det nationale forsvar. Ministeriet har hovedsæde i Helsinki. Den nuværende forsvarsminister er Jussi Niinistö.
Fra juni til November 1918 hed stillingen chef for krigsministeriet, indtil 1922 for krigsminister.
Præsidenten for republikken er øverstkommanderende for den finske forsvarsminister. Den øverstbefalende for de militære styrker er forsvarsministren.